# Henriette d’Angeville
Henriette d'Angeville (ur. 10 marca 1794 w Semur-en-Brionnais, zm. 13 stycznia 1871 w Lozannie) – druga kobieta, która wspięła się na Mont Blanc.

## Życiorys
Henriette d'Angeville była potomkinią francuskiej rodziny arystokratycznej. Po rewolucji francuskiej jej ojciec został uwięziony, dziadek stracony, a rodzina przeniosła się do regionu Ambérieu-en-Bugey. Gdy w 1827 zmarł jej ojciec, osiedliła się w Genewie. Pragnęła wspiąć się na Mont Blanc, co osiągnęła w 1838 jako pierwsza kobieta po Marie Paradis. D'Angeville uprawiała alpinistykę przez kolejne 25 lat, zdobywając następne 21 szczytów oraz ponownie Mont Blanc. Ostatnią wyprawę zrealizowała w wieku 65 lat – wybrała się na Oldenhorn. Na starość interesowała się speleologią oraz założyła Muzeum Mineralogii w Lozannie, które działa do dzisiaj.

## Ekspedycja na Mont Blanc
Henriette d'Angeville wyruszyła na Mont Blanc w 1838 w towarzystwie Josepha-Marie Couttet, pięciu przewodników oraz sześciu tragarzy. Alpinistka dostała propozycję dołączenia do dwóch grup składających się wyłącznie z mężczyzn, ale odmówiła. Docierając do Chamonix, wywołała spore poruszenie, tłumy wiwatowały podczas dalszej wspinaczki. W Grand Mullets, na wysokości 10 000 stóp, odwiedził ją polski szlachcic; dołączyła do niej także angielska ekspedycja.
Henriette dotarła na szczyt 4 września 1838 o 2 w nocy. Po drodze udowodniła, że jest silna i zwinna, pomimo tego, że cierpiała na kołatanie serca i senność. Reszta grupy dotarła na górę o 13.15. Po wspinaczce wznoszono toasty szampanem i wypuszczano gołębie, aby ogłosić sukces. Po powrocie do Chamonix powitał ich salut armatni, a w obchodach następnego dnia uczestniczyła sześćdziesięcioletnia Marie Paradis. W tym czasie w Chamonix obecny był również pisarz i alpinista Albert Richard Smith, choć wyjechał dzień przed udaną wspinaczką d'Angeville. Smith próbował przyłączyć się do ekspedycji, ale wspiął się na górę dopiero w 1851, po czym wykorzystał swoje doświadczenie w przedstawieniu teatralnym.

## Uznanie i upamiętnienie
Ponieważ Marie Paradis przyznała, że częściowo została wniesiona na górę przez swoich przewodników, Henriette d'Angeville często jest określana jako pierwsza kobieta, która samodzielnie wspięła się na Mont Blanc. W pobliżu zamku Angeville nabytego przez rodzinę w 1657, zamieszkanego przez brata Henriette, znajduje się ulica jej imienia. Wspominała o niej Harriet Beecher Stowe w pamiętniku z podróży Sunny Memories of Foreign Lands. Stowe intensywnie podróżowała po Alpach i spotkała w Genewie zarówno Marie Paradis, którą nazwała „Marie de Mont Blanc”, jak i d'Angeville.
Wspomnienia Henrietty d’Angeville wydano w 1991 jako My Ascent Of Mont Blanc. Sally Zigmond wydała jej biografią zatytułowaną Chasing angels.